# 学園東町 (小平市)
学園東町（がくえんひがしちょう）は、東京都小平市の地名。郵便番号は187-0043。

## 歴史
町名は、小平学園駅の東側にあたるところから来ている。

## 世帯数と人口
2022年（令和4年）8月1日現在の世帯数と人口は以下の通りである。
| 町丁           | 世帯数    | 人口     |
| -------------- | --------- | -------- |
| 学園東町       | 1,039世帯 | 2,245人  |
| 学園東町一丁目 | 1,788世帯 | 3,273人  |
| 学園東町二丁目 | 1,400世帯 | 2,645人  |
| 学園東町三丁目 | 1,158世帯 | 1,997人  |
| 計             | 5385世帯  | 10,160人 |

## 小・中学校の学区
市立小・中学校に通う場合、学区は以下の通りとなる。
| 丁目     | 番地             | 小学校                 | 中学校                 |
| -------- | ---------------- | ---------------------- | ---------------------- |
| 丁目なし | あかしあ通り以東 | 小平市立小平第二小学校 | 小平市立小平第一中学校 |
| 丁目なし | あかしあ通り以西 | 小平市立学園東小学校   | 小平市立小平第一中学校 |
| 一丁目   | 全域             | 小平市立学園東小学校   | 小平市立小平第一中学校 |
| 二丁目   | 全域             | 小平市立学園東小学校   | 小平市立小平第一中学校 |
| 三丁目   | 全域             | 小平市立小平第二小学校 | 小平市立小平第一中学校 |

なお、丁目なし29番地と447～496番地（一中通り以東）、二丁目2、3、7、8、11～14番地（一中通り以東）は小平市立小平第二小学校も選択できる調整区域である。

## 交通

### 鉄道
町内に鉄道駅はない。

### 道路
- 学園中央通り

## 施設
- 小平市立学園東小学校
- 小平市健康センター